# Amomum aquaticum
Amomum aquaticum är en enhjärtbladig växtart som beskrevs av Ernst Adolf Raeuschel. Amomum aquaticum ingår i släktet Amomum och familjen Zingiberaceae.
Artens utbredningsområde är Sri Lanka. Inga underarter finns listade i Catalogue of Life.